# Цвитанович, Игор
Игор Цвитанович (хорв. Igor Cvitanović; 1 ноября 1970, Осиек) — хорватский футболист, нападающий, тренер. Лучший бомбардир в истории клуба «Динамо» (Загреб).

## Карьера
Цвитанович начал свою карьеру в клубе «Динамо» из Загреба. После одного сезона Цвитанович был отдан в аренду в клуб «Вартекс». По возвращении в «Динамо» Цвитанович уже стал твёрдым игроком основы клуба, а в 1996 и 1997 годах он стал лучшим бомбардиром чемпионата Хорватии забив соответственно 19 и 20 мячей. В 1995 году Цвитанович почти подписал контракт с английским «Мидлсбро», заплатившем за трансфер футболиста 1 млн фунтов, но сделка не состоялась из-за того, что Департамент Работы и пенсий Великобритании не дал хорвату разрешения на работу. Зимой 1997 года Цвитанович всё же уехал за границу, в испанский «Реал Сосьедад», но там забил лишь 3 гола, после чего вернулся в «Динамо». В 2002 году Цвитанович недолго поиграл за японский «Симидзу С-Палс», а завершил карьеру на родине, в клубе «Осиек».

## Международная карьера
В сборной Хорватии Цвитанович дебютировал 22 октября 1992 года в матче с Мексикой, а через два года 17 августа 1994 года забил свой первый гол за сборную, поразив ворота Израиля в Тель-Авиве. В 1996 году Цвитанович в составе сборной Хорватии поехал на чемпионат Европы, но игроком основы игрок не был, проведя в квалификации лишь 1 игру, а потому на самом турнире на поле не выходил. В 1998 году Цвитанович должен был поехать на чемпионат мира, но всего за несколько недель до начала мундиаля он был вынужден покинуть ряды сборной, после конфликта с главным тренером хорватов Мирославом Блажевичем. Лишь весной 1999 года Цвитанович ненадолго вернулся под «знамёна» сборной: 12 июня Цвитанович забил свой последний гол в футболке национальной команды, поразив ворота Египта, а 19 июня провёл свой последний игру, выйдя на поле в матче с Кореей.

## Достижения

### Командные
- Чемпион Хорватии: 1993, 1996, 1997, 1998, 2000
- Обладатель кубка Хорватии: 1994, 1996, 1997, 1998, 2001

### Личные
- Футболист года в Хорватии: 1996, 1997
- Лучший бомбардир чемпионата Хорватии: 1996 (19 мячей), 1997 (20 мячей)